# Сенявин, Дмитрий Николаевич
Дми́трий Никола́евич Сеня́вин (6 (17) августа 1763 г. — 5 (17) апреля 1831 г.) — русский флотоводец, адмирал, участвовавший в войнах Александровского времени, а после 1825 года был назначен командующим Балтийского флота.
Д. Н. Сенявин в 1807 году, возглавляя Вторую Архипелагскую экспедицию Русского флота, одержал победу над турками в Афонском сражении и при Дарданеллах, благодаря чему и получил признание.

## Биография
Дмитрий Николаевич родился в имении Комлево Боровского уезда Московской губернии (впоследствии Калужской). Из дворянского рода Сенявиных, известного своими традициями службы на флоте. Сын премьер-майора в отставке Николая Фёдоровича Сенявина, который некоторое время служил адъютантом у своего двоюродного брата Алексея Наумовича Сенявина.

### Начало карьеры
В 1773 году, в 10-летнем возрасте, был записан на службу в Морской кадетский корпус (Санкт-Петербург), получив спустя четыре года звание гардемарина. Затем, уже в период «настоящей» учёбы, участвовал в двух учебных плаваниях по Балтийскому морю. 1 мая 1780 года после сдачи экзаменов получил первый корабельный офицерский чин мичмана и назначение на корабль «Князь Владимир».
В 1780—1781 годах находился в составе русской эскадры, подошедшей к берегам Португалии для оказания помощи в поддержании вооружённого нейтралитета в период Войны за независимость США.
В 1782 году продолжил службу в Азовской военной флотилии. Первоначально служил на корвете «Хотин», в 1783 году получил чин лейтенанта и должность флаг-офицера при контр-адмирале Ф. Ф. Мекензи. Принимал участие в руководстве работами по возведению Ахтиарского порта в Севастополе. С 1786 года командовал пакетботом «Карабут», ходившим между Севастополем и Константинополем. Одним из первых важных заданий, успешно исполненных им, стала транспортировка дипломатической почты посольства Российской империи в Константинополе.
Когда в 1787 году началась Русско-турецкая война, имел чин капитан-лейтенанта. После победы под Очаковым был отправлен в Санкт-Петербург, чтобы лично доложить императрице Екатерине II об одержанной победе. За это был награждён Императрицей золотой табакеркой, украшенной бриллиантами В декабре того же года получил орден Святого Георгия 4-степени. Был известен своим крайне непочтительным отношением к командующему Фёдору Ушакову, за конфликт с которым однажды даже оказался в карцере с угрозой понижения в чине.
Во второй период войны получил чин капитана 2-го ранга и должность адъютанта при князе Григории Потёмкине. Позже командовал сначала боевым кораблём «Мученик Леонтий», затем кораблями «Святой Владимир» и «Навархия». Участвовал в битве у мыса Калиакрия 31 июля 1791 года, завершившейся поражением османского флота, и в сражении при Варне.

### Наполеоновские войны
К моменту начала Войны второй коалиции против агрессивной Франции, имея уже чин капитана 1-го ранга, был назначен командиром 72-пушечного линейного корабля «Святой Пётр», который находился в составе эскадры Ф. Ф. Ушакова во время его похода в Средиземное море. 2 ноября 1798 года возглавлял атаку на крепость Святой Мавры (острова Лефкас), завершившуюся её успешным захватом, во время кампании по освобождению Ионических островов, а 20 февраля 1799 года участвовал в осаде Корфу.
В 1800 году, когда военная кампания была завершена, получил назначение на должность командира Херсонского порта, спустя три года перешёл на ту же должность в Севастопольский порт. В 1804 году получил чин контр-адмирала и до 1805 года занимал должность начальника флота в Ревеле.

#### Средиземноморская кампания
В 1805 году получил чин вице-адмирала. 10 сентября 1805 года был назначен командующим русской эскадрой, состоявшей из шести кораблей (5 линейных кораблей и вооружённый транспорт) с двумя батальонами Морского полка на борту, которая вышла из Кронштадта и была отправлена в Средиземное море для противодействия французскому флоту. 18 января 1806 года Сенявин прибыл на остров Корфу, где возглавил все русские сухопутные и морские вооружённые силы в Средиземноморье (с учётом прибывшего позднее на подкрепление отряда капитан-командора И. А. Игнатьева эскадра Д. Н. Синявина состояла из 14 линейных кораблей, 5 фрегатов, 3 бригов, нескольких транспортов и малых судов). Видел своими главными целями сохранение освобождённых Ионических островов как основной базы российского флота в регионе и ликвидацию возникшей угрозы захвата Греции войсками Наполеона I. Под его руководством было спланировано и проведено несколько наступательных операций против французов на Адриатике (Французское вторжение в Далмацию), прежде всего в Черногории и Далмации. Совместно со Степаном Санковским Сенявин приступил к подготовке очередной военной операции и при поддержке черногорского ополчения 2 (14) марта 1806 год взял штурмом крепость Бокка-ди-Каттаро, а в начале июня выбил французов из Брено; в конце лета того же года предпринял попытку взять Рагузу, окончившуюся неудачей, но 19 сентября 1806 года установил контроль над Кастельнуово.
Главнокомандующий вице-адмирал Д. Н. Сенявин, подойдя 10 декабря 1806 года к оккупированному французами Браццо, с двумя кораблями и одним шлюпом, начал бомбардировать островную крепость и высадил десант из егерей, черногорцев и бокезцев, всё было сделано так стремительно, что французы сдались почти без сопротивления. В плен были взяты комендант крепости, три офицера, 79 нижних чинов, захвачены четыре пушки, потерь с нашей стороны не было. А 17 декабря 1806 года у острова Браццо произошло сражение нашего брига «Александр» с пятью французскими канонерскими лодками.
После начала в 1806 году очередной Русско-турецкой войны, последовавшей за разрывом отношений России с Портой, направил в феврале 1807 года эскадру, состоявшую из восьми линейных кораблей и одного фрегата, в Эгейское море, предусмотрительно оставив гарнизон для возможной обороны острова Корфу; в марте того же года успешно установил блокаду Дарданелл, и уже 10 марта войска под его командованием захватили остров Тенедос, используя его как базу для установления блокады Константинополя. Сенявину пришлось — вопреки своим ожиданиям — вести борьбу против турок в Эгейском море в одиночку, поскольку британский адмирал Джон Дакворт отказался присоединиться к Сенявину со своими силами, отправившись вместо этого к Александрии.
10—11 мая 1807 года в Дарданелльском сражении одержал крупную победу над османским флотом, попытавшимся по приказу султана Мустафы IV, сменившего на престоле Селима III, прорвать блокаду Константинополя, в котором уже начались беспорядки из-за нехватки продовольствия. 19 июня 1807 года Сенявин вновь одолел турок в Афонском сражении, хотя его противник располагал существенным численным преимуществом. В бою при Афоне Сенявин успешно применил новый для того времени боевой приём — сконцентрировал два своих корабля против каждого из турецких флагманских кораблей, расположение которых было определено им как наиболее важный участок поля боя. Эта победа поставила крест на попытках османской армии деблокировать свою столицу и позволила русскому флоту установить контроль над всей областью Эгейского моря до конца войны, в итоге вынудив султана в скором времени подписать 12 августа 1807 года с Россией завершившее войну Слободзейское перемирие. 

### Лиссабонский инцидент
Сенявин одержал блестящую победу над турками, однако заключение Тильзитского мира не позволило русской эскадре использовать результаты своей победы. 22 августа 1807 года Сенявин получил предписание прекратить военные действия и немедленно передать Ионические и Далматинские острова и провинцию Каттаро Франции, а Тенедос — Турции и возвращаться в Россию.
Во исполнение этого распоряжения Сенявин отправил находившиеся в его распоряжении суда Черноморского флота (5 кораблей, 4 фрегата, 4 корвета и 4 брига) и 20 призовых судов под командованием капитан-командора Салтанова в Севастополь. Эскадре капитан-командора Баратынского, находившейся в Венеции, было приказано идти на Балтику. 19 сентября 1807 года эскадра Сенявина, в числе десяти кораблей и трёх фрегатов, вышла из Корфу для следования в Россию. Сенявин был предупреждён о возможности войны с Англией и необходимости в связи с этим избегать встреч с её флотом.
28 октября 1807 года русская эскадра пришла в Лиссабон, а уже 30 октября английская эскадра в составе 15 линейных кораблей и 10 фрегатов блокировала город с моря. Сам Лиссабон был занят 18 ноября 1807 г. французскими войсками под командой генерала Жюно. Сенявин оказался между двух огней. Требовалось исключительное дипломатическое искусство, чтобы сохранить русскую эскадру. Наполеон стремился использовать русские корабли для борьбы против Англии. Русский царь Александр I послал указ Сенявину, в котором ему предлагалось исполнять все предписания, «которые от его величества императора Наполеона посылаемы будут». Сенявин, крайне неприязненно относившийся к Тильзитскому миру и к «дружбе» России с Наполеоном, но сумел сохранить русскую эскадру от посягательства со стороны Наполеона.
10 февраля 1808 года Сенявин получил от Чичагова предписание, в котором сообщалось, что государь, в случае, если эскадра будет атакована превосходящими английскими силами и окажется не в состоянии защищаться, предоставляет адмиралу, «сняв людей, корабли сжечь или затопить так, чтобы отнюдь не могли они сделаться добычею неприятеля».
18 августа 1808 года английские войска вошли в Лиссабон. Английский адмирал Коттон пошёл на переговоры и 23 августа 1808 года подписал с Сенявиным особую конвенцию. Согласно этой конвенции русская эскадра должна была отправиться в Англию и находиться там до заключения мира между Англией и Россией, после чего возвратиться в Россию. 31 августа 1808 года эскадра Сенявина под русским флагом вышла из Лиссабона и 27 сентября 1808 года прибыла на портсмутский рейд.
5 августа 1809 года русские команды вышли из Портсмута и 9 сентября 1809 года прибыли в Ригу.

### Опала
По возвращении в Петербург Сенявин попал в опалу и фактически был понижен в должности: три года он исполнял свои прежние обязанности командира Ревельской флотилии. Тем временем Россия шла к новой войне с Наполеоном и новому союзу с Англией.
Во время Отечественной войны 1812 года Ревельская эскадра Сенявина несла патрульную службу у берегов Англии. Характерно, что на кандидатуре своего недавнего противника Сенявина как командира союзной ныне эскадры настаивало на переговорах именно британское Адмиралтейство. Считая это бездействием, флотоводец написал рапорт военному министру с просьбой перевести его в «тот род службы, таким званием, каким удостоены будут способности мои». Но его обращение осталось без ответа: Александр I не простил ему лиссабонского самовольства. В 1813 году Дмитрий Николаевич был уволен в отставку. Ему дали лишь половинную пенсию, что создавало материальные трудности большой семье Сенявина, временами ей не на что было жить.

### Возвращение
Только в 1825 году, когда на престол взошёл Николай I, флотоводец вернулся на службу. Вначале царь назначил его своим генерал-адъютантом, а затем командующим Балтийским флотом. В 1826 году Сенявин был произведён в адмиралы. В следующем году в связи с победой русско-англо-французской эскадры над турецко-египетским флотом в Наваринском сражении ему были вручены алмазные знаки к ордену Святого Александра Невского. Умер Дмитрий Николаевич 5 апреля 1831 года, тяжело заболев годом ранее. Его похороны прошли торжественно, сам Николай I отдал ему последние почести, командуя почётным эскортом лейб-гвардии Преображенского полка.
Покоится в Благовещенской церкви Александро-Невской лавры в Санкт-Петербурге.

## Чины и звания

### Звания
- Кадет (02.1773)[11].
- Гардемарин (11.1777).

#### Свитское звание
- Генерал-адъютант (25.12.1825[12], первый из моряков).

### Военные чины
- Мичман (1780).
- Лейтенант (01.01.1783).
- Капитан-лейтенант (16.05.1787).
- Капитан 2-го ранга (07.1791).
- Капитан 1-го ранга (01.01.1796).
- Капитан генерал-майорского ранга (1799).
- Контр-адмирал (17.09.1803).
- Вице-адмирал (16.08.1805).
- Адмирал (22.08.1826).

## Награды
- Золотая табакерка, украшенная алмазами, с 200 червонцами в ней (1788).
- Орден Святого Георгия 4-й степени (31.12.1788).
- Орден Святого Владимира 4-й степени с бантом (30.06.1789, первый из награждённых с бантом).
- Орден Святой Анны 2-й степени (08.01.1799, за взятие острова Святого Мавры).
- Орден Святого Александра Невского (18.09.1807).
- Алмазные знаки к Ордену Святого Александра Невского (02.10.1827).
- Знак отличия беспорочной службы за XXXV лет (22.08.1828).

## Память
Именем Д. Н. Сенявина названы:
- Архипелаг острова Сенявина в восточной части Каролинских островов в Тихом океане.
- Мыс в Бристольском заливе Берингова моря.
- Пролив у острова Аракамчечен, Чукотка.
- Мыс в 10 километрах юго-западнее села Стародубское в Долинском районе на побережье Охотского моря на острове Сахалин.
- Полуостров и мыс на Камчатке.
- Улицы в Севастополе, Махачкале, Нижнем Новгороде, Находке, Мариуполе, Боровске.
- Проспект в Херсоне.
- Санкт-Петербургская морская техническая академия.

В 1892 году на воду был спущен броненосец береговой обороны «Адмирал Сенявин».
В 1954 году в состав Тихоокеанского флота вошёл крейсер (проект 68-бис) с таким же названием.
В Великом Новгороде на Памятнике «1000-летие России» среди 129 фигур самых выдающихся личностей в российской истории (на 1862 год) есть фигура Д. Н. Сенявина.
8 октября 2013 года открыт памятник адмиралу Д. Н. Сенявину в г. Боровске Калужской области. Скульптор Михаил Переяславец.
8 мая 2014 года в Севастополе открыт памятник Адмиралу Сенявину (скульптор — Михаил Переяславец).

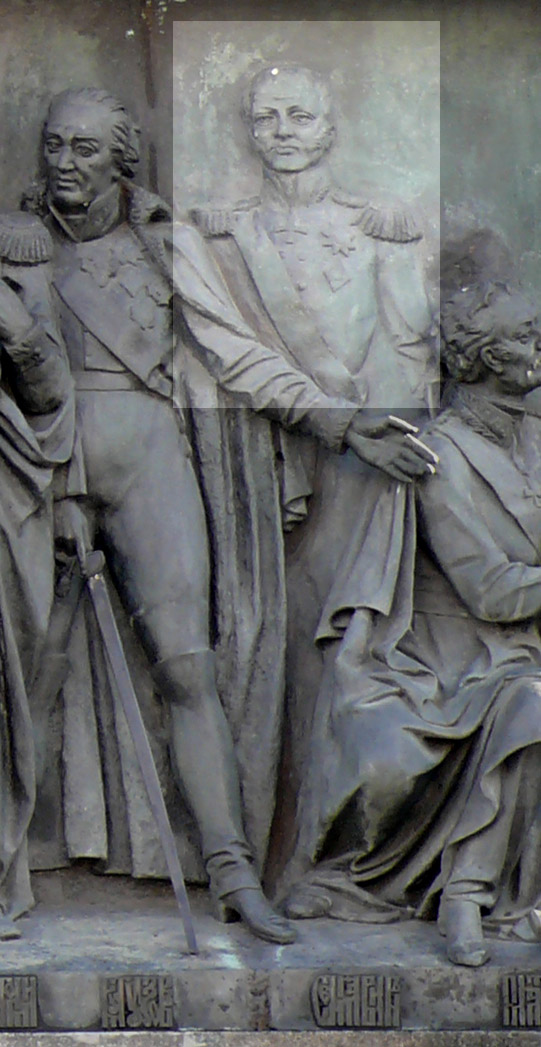
На памятнике «1000-летие России» в Великом Новгороде
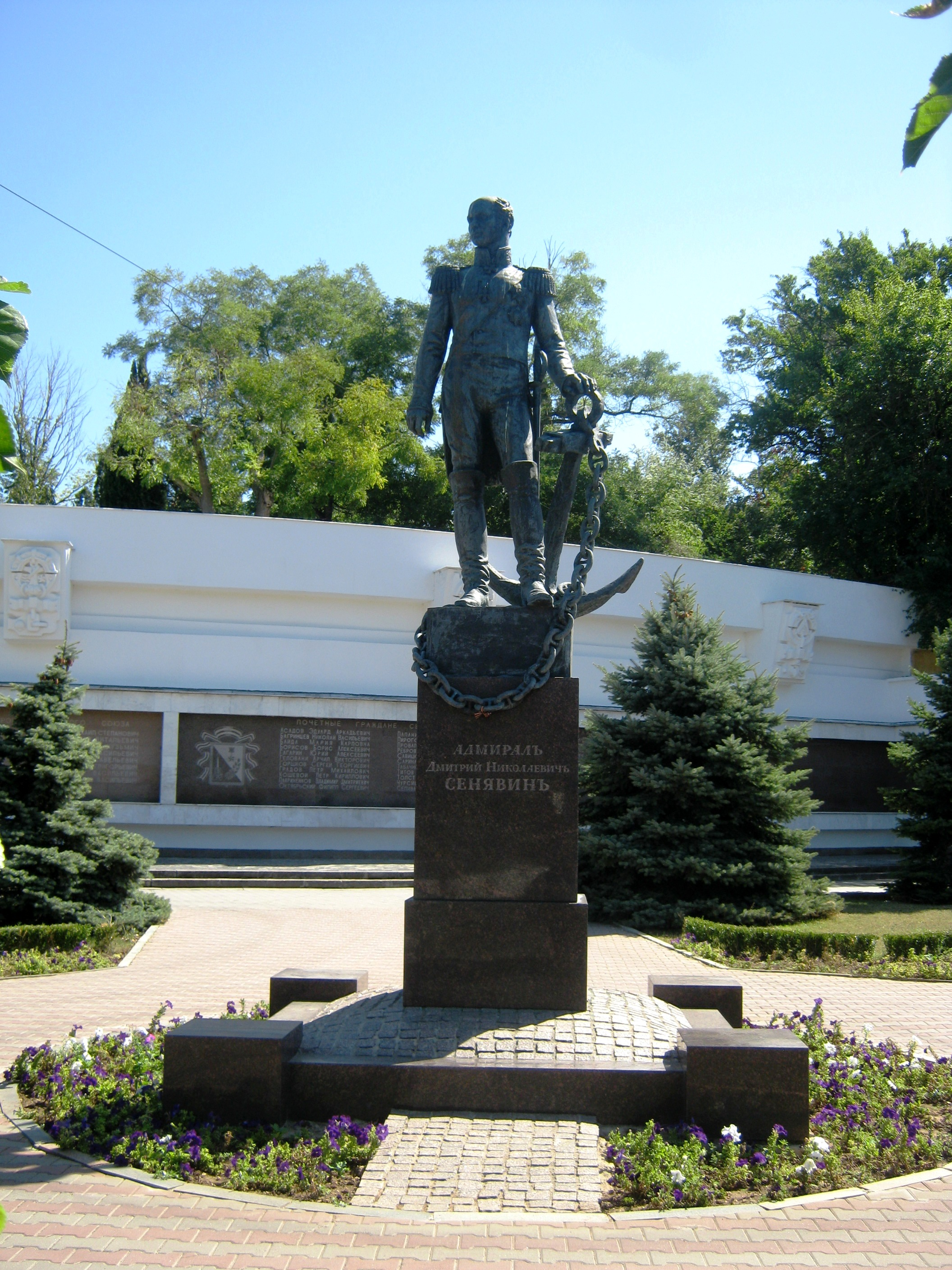
Памятник в Севастополе
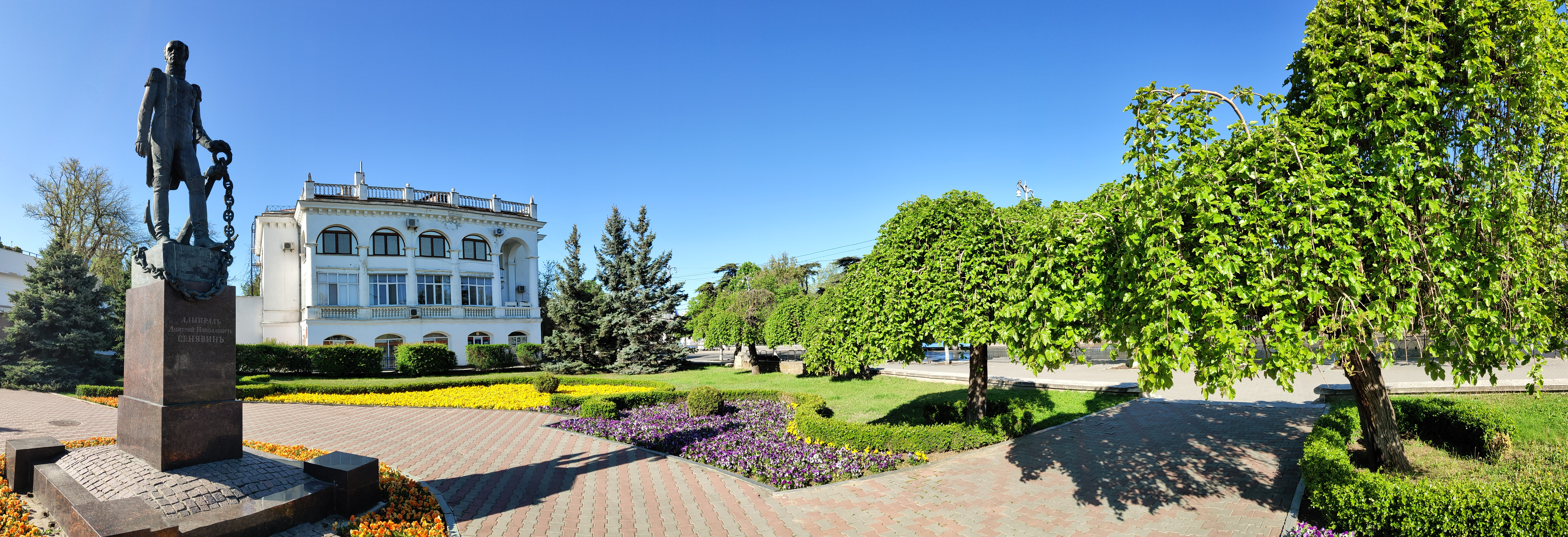
Памятник адмиралу Сенявину в Севастополе, проспект Нахимова (фото 2).
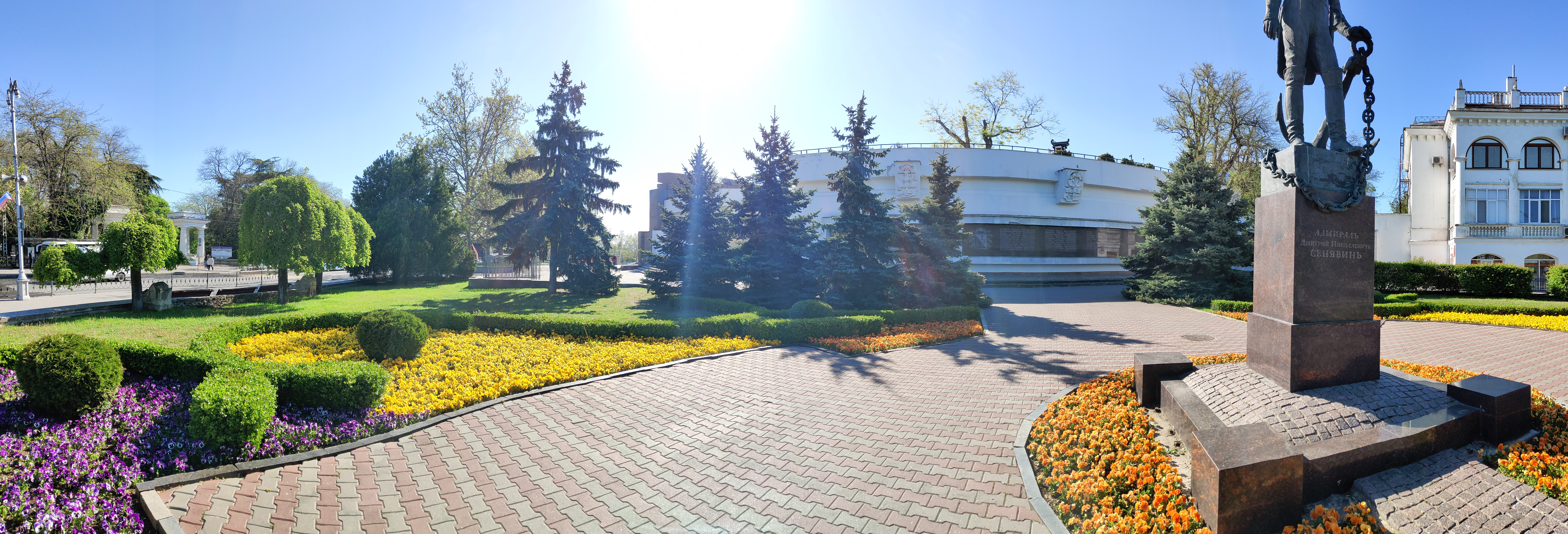
Памятник адмиралу Сенявину в Севастополе, проспект Нахимова (фото 3). Вид на прилегающую территорию.
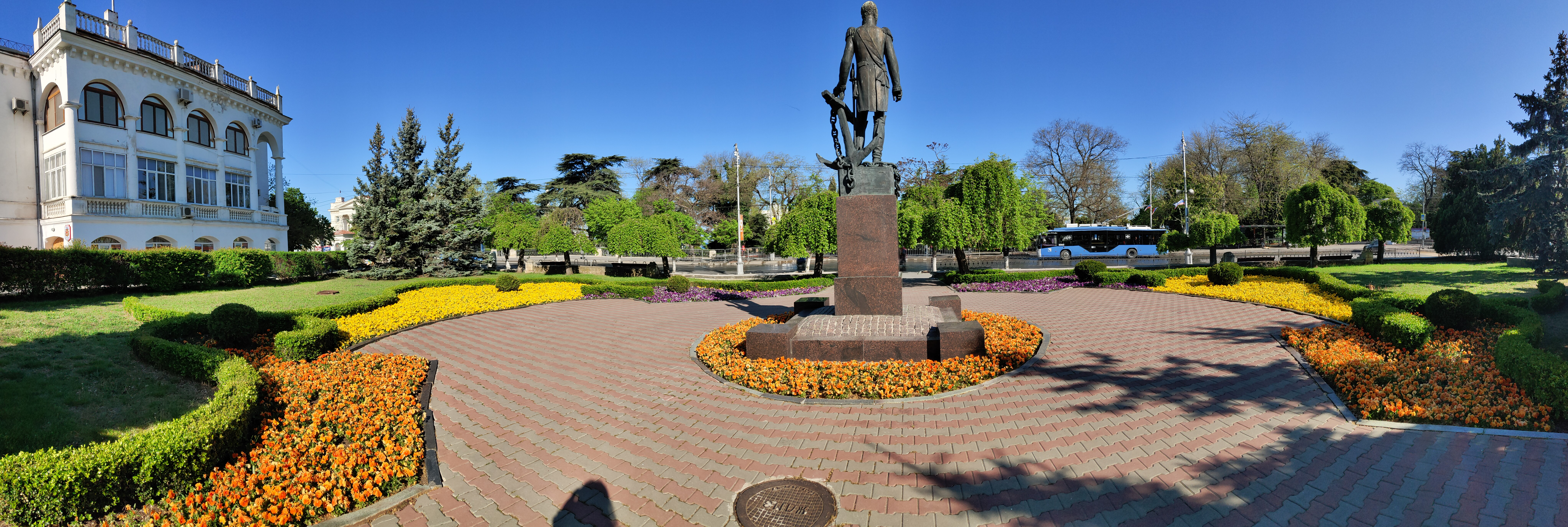
Памятник адмиралу Сенявину в Севастополе, проспект Нахимова. Вид сзади.
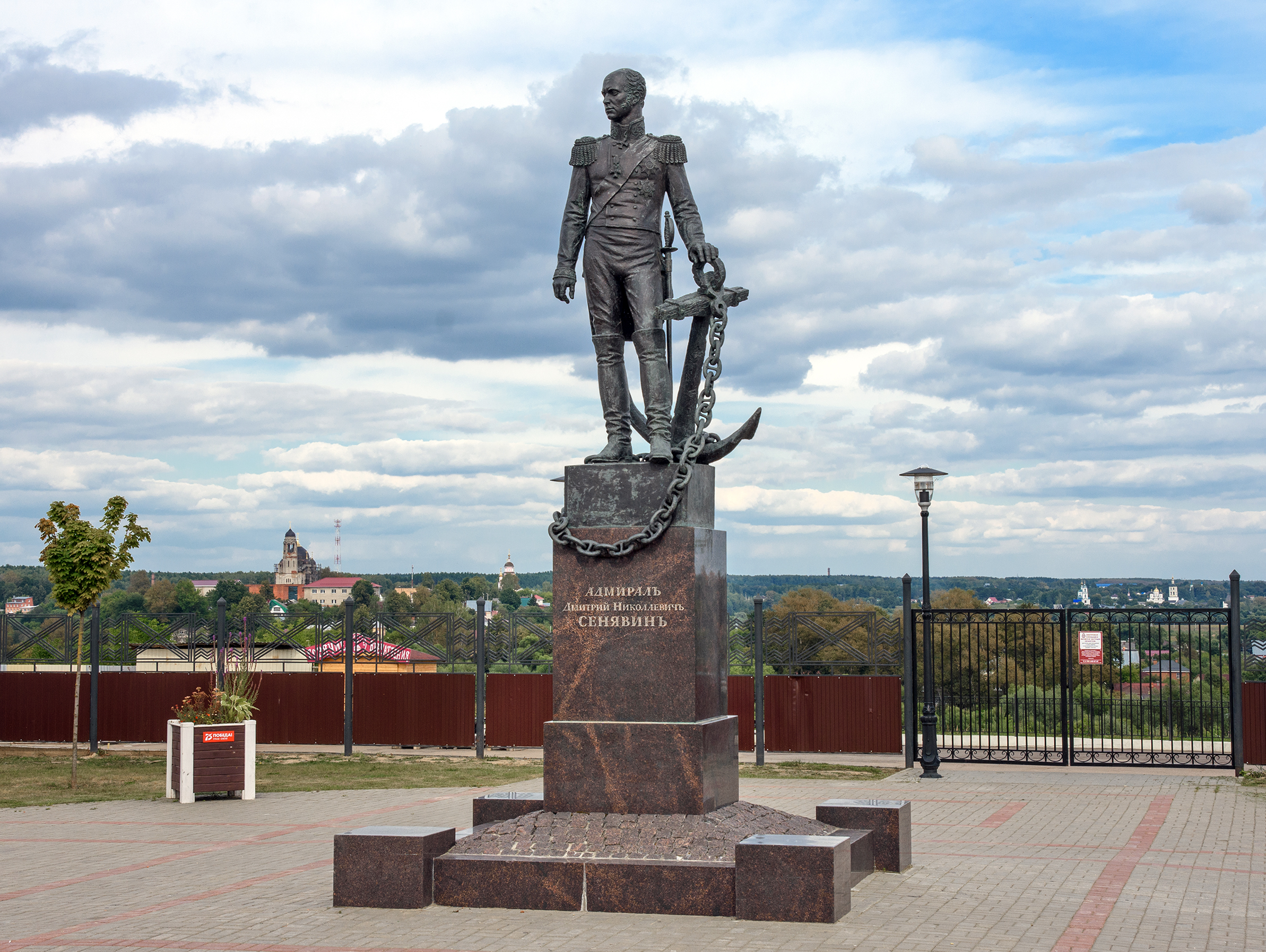
Памятник в Боровске
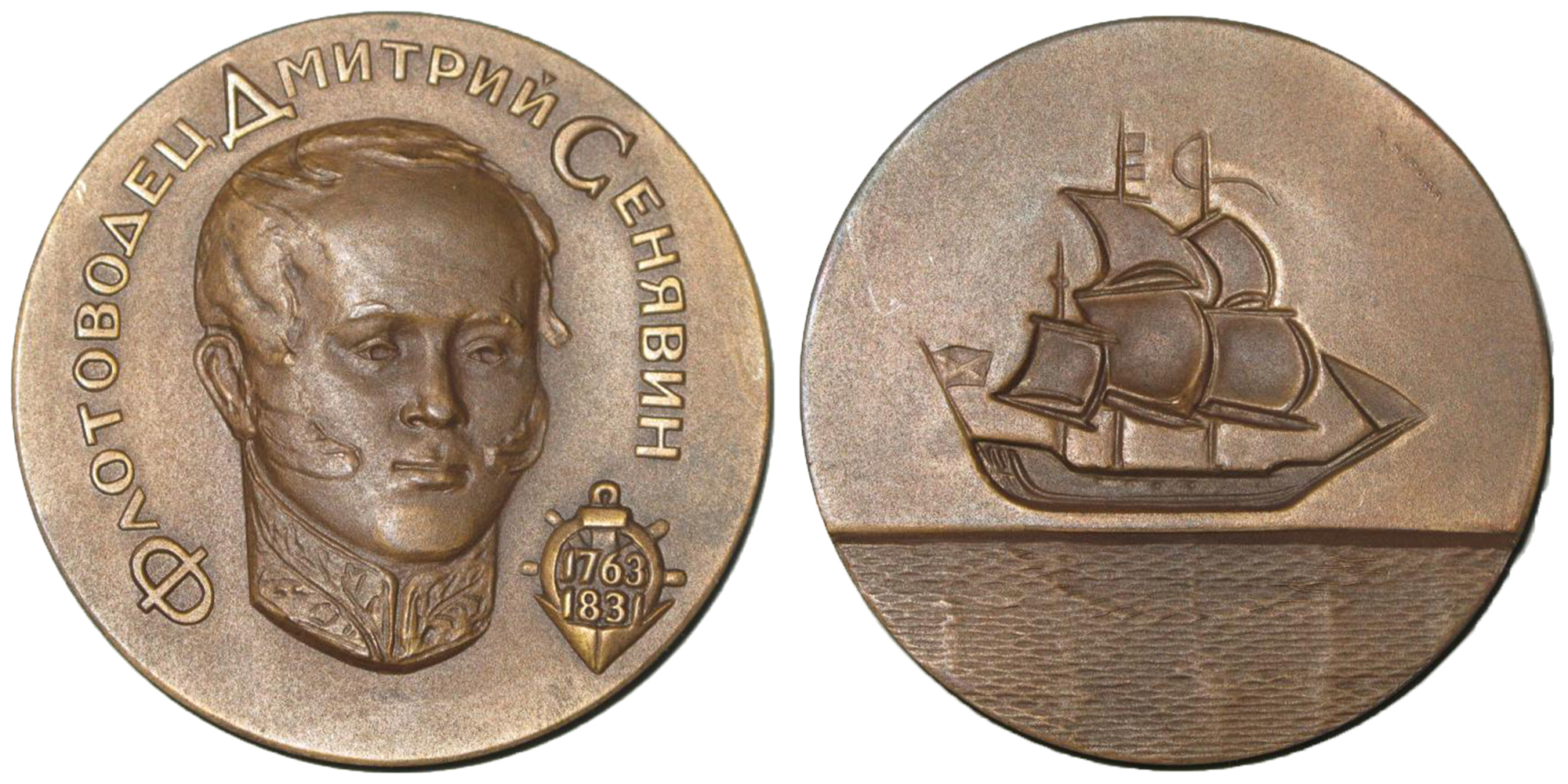
Настольная памятная медаль «200 лет со дня рождения Сенявина», медальер Ю.Г. Нерода, Московский монетный двор, 1964 год
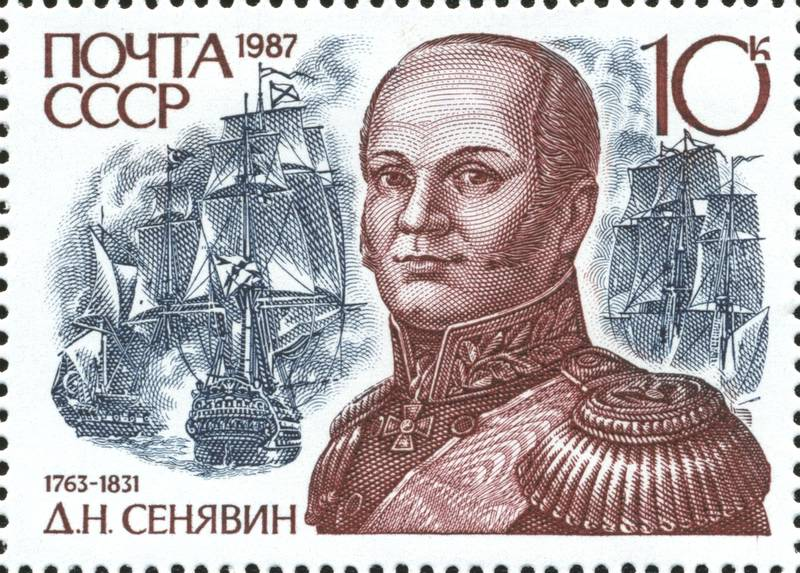
Марка СССР из выпуска «Флотоводцы России», 1987 год

## Образ в кино
- «Адмирал Ушаков», «Корабли штурмуют бастионы» (1953) — актёр Геннадий Юдин